# Turritella mariana
Turritella mariana är en snäckart som beskrevs av Dall 1908. Turritella mariana ingår i släktet Turritella och familjen tornsnäckor. Inga underarter finns listade i Catalogue of Life.